# 红一连

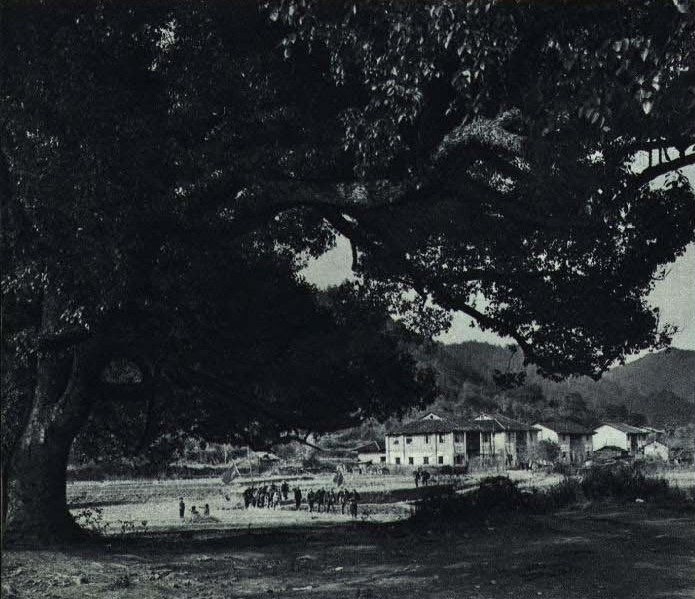
红一连诞生的江西省永新县

红一连，是中国人民解放军陆军合成第一三一旅合成一营装甲步兵第一连的称号，该连成立于1927年的三湾改编，当时番号为中国工农革命军第一军第一师二团一连。

## 沿革
“红一连”前身是湘赣边界的一支农民自卫军。1927年9月，改编为中国工农革命军第一军第一师二团一连。1928年4月，改编为中国工农红军第四军十师三十团一连。1933年5月，改编为红一师二团一连。1937年8月，改编为第一一五师三四三旅六八五团三营九连。1938年12月，改编为苏鲁豫支队二大队一连。1941年，改编为新四军第三师七旅二十团一连。1946年12月，改编为东北人民解放军第六纵队十六师四十七团一连。1948年10月，改编为东北野战军第43军127师380团。1957年，改编为广州军区第43军127师380团。1969年，改编为武汉军区第43军127师380团。1985年，改编为第54集团军127师380团(秋收起义红二团)一营一连。
现为合成第一三一旅合成一营装甲步兵第一连。

## 主要事迹
1927年9月9日，该连前身部队跟随毛泽东参加了秋收起义，同年9月29日在三湾改编中，毛泽东亲自参与了该连的成立仪式并发展了6名新党员，并建立了第一个军中党支部，从而开创了中共领导的武装力量历史上“支部建在连上”的先河。1934年10月参加了二万五千里长征。1935年5月，红军强渡大渡河后，“红一连”开始担任警卫中共中央的任务。有一个早晨，毛泽东来到一连考察党支部工作，并与官兵们一同就餐。连队官兵将毛泽东使用过的“红菜盘”盘一直珍藏。1991年，“红菜盘”被中国人民革命军事博物馆收藏。
抗日战争时期，“红一连”先后参加了平型关、板桥、陈道口、山子头等战斗。解放战争时期，参加了秀水河子战斗、四平战役、辽沈战役等战役战斗，被授予“英勇连”、“百战百胜连”等荣誉称号。
建国后，先后参加了海南岛战役、“98-长江抗洪抢险”、“99-国庆阅兵”、“军交-2000”演练、“铁拳-2004”涉外演习、“和平使命-2005”中俄联合军事演习等重大任务。“红一连”先后参加战役战斗300余次，完成非战争军事行动40余次，5次被授予荣誉称号。
2021年7月，中共中央宣传部向全社会宣传发布陆军第八十三集团军某旅“红一连”先进事迹，授予他们“时代楷模”称号。